# If (magazin)
Az If tudományos-fantasztikus magazint 1952-ben alapították, utolsó - 175. - száma 1974 decemberében jelent meg. 1986-ban Clifford Hong újraindította, de ugyanabban az évben ismét megszűnt.

## Történet
A Galaxy Science Fiction testvérlapja

## Szerkesztői
- Paul W. Fairman: 1952 márciusa – 1952 szeptembere
- James L. Quinn: 1952 novembere – 1958 augusztusa
- Damon Knight: 1958 októbere – 1959 februárja
- H.L. Gold: 1959 júliusa – 1961 novembere
- Frederik Pohl: 1962 januárja – 1969 májusa
- Ejler Jakobsson: 1969 októbere – 1974 februárja
- Jim Baen: 1974 márciusa – 1974 decembere
- Clifford Hong: 1986 szeptembere -  1986 novembere

## Külső hivatkozások
- A magazin lapszámai az Internet Archive oldalán